# Matías Prats Luque
Matías Prats Luque (Madrid, 14 de noviembre de 1950) es un periodista español, al igual que su padre, Matías Prats Cañete, y su hijo, Matías Prats Chacón.

## Biografía
Estudió en el Colegio San José de Campillos de Málaga y 6.º de Bachillerato y Preuniversitario en la rama de Letras en el Colegio Internacional SEK Santa Isabelde Madrid. Posteriormente se licenció en Derecho y en Periodismo por la Universidad CEU San Pablo. Hijo de Emilia Luque Montejano y del célebre periodista español Matías Prats Cañete, muy popular durante el franquismo y la transición, intentó por todos los medios que no se dedicase al periodismo, dado que sus aspiraciones para él eran que fuese abogado —llegando incluso a llamar a David Cubedo, directivo de Televisión Española, para que no entrase a trabajar en el ente público—. Aún con esa dificultad, comenzó con su carrera en la emisora de radio La Voz de Madrid como colaborador del programa Domingo deportivo español. 
En abril de 1975 superó las pruebas de acceso para trabajar en Televisión Española como becario, y a las pocas semanas de su ingreso en la televisión pública se produjo su debut en pantalla en La 2, con Redacción Noche, programa presentado por Joaquín Arozamena, Victoria Prego o Isabel Tenaille.
Más tarde, presentó el magacín Gente hoy con Mari Cruz Soriano e Isabel Tenaille y un programa dedicado a la información del campo, para saltar desde ahí a la redacción de informativos de TVE donde se especializó en información deportiva, pero también fue corresponsal de Casa Real.
También presentó los Telediarios en todas las franjas horarias, siendo su debut en 1976 en el Telediario Fin de semana con Clara Isabel Francia. En 1985 presenta el bloque de deportes del Telediario presentado por Carlos Herrera y Amalia Sánchez Sampedro. En 1990 presenta el Telediario 2.ª edición con Rosa María Mateo, para pasar a la siguiente temporada a Noticias de redacción en La 2. Entre 1991 y 1992 presentó el Diario Noche, entre 1992 y 1993 el Telediario 2.ª edición con Ana Blanco y entre 1993 y 1998 el Telediario 1.ª edición, los tres primeros años con Ana Blanco y los dos siguientes con Almudena Ariza.
Como periodista de informativos cubrió los actos que se desarrollaron tras el fallecimiento de Franco en 1975, la proclamación de Juan Carlos de Borbón como rey en 1975, el primer viaje que hicieron los Reyes a la República Popular China en 1978, la promulgación de la Constitución de 1978, el primer desfile de las Fuerzas Armadas en 1977, el 23-F de 1981, la caída del Muro de Berlín en 1989, la guerra del Golfo en 1991, el asesinato de Miguel Ángel Blanco en 1997, manifestaciones multitudinarias contra la banda terrorista ETA o noches electorales. También narró para Televisión Española las bodas de las infantas Elena de Borbón y Cristina de Borbón en 1995 y 1997.
Como periodista deportivo ha estado presente en acontecimientos como en ocho Juegos Olímpicos –4 ediciones de verano (Los Ángeles 1984, Seúl 1988, Barcelona 1992 y Atlanta 1996) y 4 de Invierno (Sarajevo 1984, Calgary 1988, Albertville 1992 y Lillehammer 1994) –narrando con Olga Viza las ceremonias de apertura y de clausura de Barcelona '92–; seis Copas mundiales de fútbol –España '82, México '86, Italia '90, Estados Unidos '94, Francia '98 y Japón y Corea '02–, el Torneo de Roland Garros, Eurocopas, Campeonato de Wimbledon, la Copa Davis, torneos de golf como el Masters de Augusta o la Ryder Cup y competiciones de esquí, narrando los éxitos de deportistas como Seve Ballesteros, José María Olazábal, Blanca Fernández Ochoa, Arantxa Sánchez Vicario o Sergi Bruguera. También ha narrado eventos musicales como el Festival de la Canción de Eurovisión 1978 o el Festival OTI de la Canción 1977. En 1990 y 1991 participó en Telepasión y en 1996 copresentó con Ana Obregón e Isabel Tenaille, la gala del 40 aniversario de Televisión Española, Brindemos por los 40.
También presentó Estudio estadio entre 1981 y 1994, Sólo goles (1994-1996) y más tarde, Fútbol de Primera (1996-1998), programas con los que cubrió más de 600 jornadas de Liga de Primera División.
El 23 de julio de 1998 comunica a la dirección de TVE su intención de marcharse de la cadena tras 23 años para fichar por Antena 3. Lo hizo tras exponerle al por entonces director de Televisión Española, Ángel Martín Vizcaíno, la oferta que la cadena privada le había hecho a través de Ernesto Sáenz de Buruaga, que hasta dos meses antes había sido director de los Servicios informativos de TVE. Prats le expuso al directivo que no tenía quejas en la cadena pública –de hecho Matías quería retirarse en TVE–, quería espaciar sus apariciones en televisión centrándose en el Telediario y algún evento deportivo y quería tener fines de semana libres, ya que llevaba 23 años en TVE y no había disfrutado de libranzas en fin de semana. El directivo le dijo que se fuera, pensando éste que Prats estaba de broma, pero Matías lo tomó en serio y aceptó la oferta de Antena 3. Cuando en Televisión Española se dieron cuenta ya era demasiado tarde. Fernando López-Amor, director general de RTVE, intentó retenerlo, pero Matías ya se había comprometido con Antena 3. El 31 de julio de 1998 tras 4.500 informativos presentados en TVE, presentó su último Telediario y abandonó oficialmente la cadena pública tras cubrir la Copa Mundial de Fútbol de 1998 de Francia.
Su cometido en Antena 3 será presentar la primera edición del informativo, en la cual permanece cuatro años, hasta 2002. Primero presentó Noticias 1 con Susanna Griso desde el 14 de septiembre de 1998 hasta el 12 de enero de 2001 —con Nacho Aranda (1998-1999) y José Antonio Luque (2000-2001) en los deportes— y desde el 15 de enero de 2001 hasta el 13 de septiembre de 2002 con Olga Viza y Manu Sánchez en los deportes.
En la temporada 1999/2000, al eliminarse los presentadores de deportes en las ediciones diarias, además de presentar la información general, asumió con Griso también la información deportiva y durante esa temporada compatibilizó la presentación del informativo de mediodía de Antena 3 con la narración de los partidos de Liga de Campeones de la UEFA para Vía Digital y en 2002, con la presentación del programa especial sobre la Copa Mundial de Fútbol de Japón y Corea.
En septiembre de 1999 sufrió un desprendimiento de retina por un golpe en el ojo jugando un partido de tenis, siendo Roberto Arce su sustituto durante unos días junto a Susanna Griso. En el año 2000 presentó la gala del décimo aniversario de Antena 3.
En 2001, en mayo, presentó el especial elecciones vascas en Antena 3, con Susanna Griso, Ernesto Sáenz de Buruaga y Olga Viza y en septiembre, presentó el especial informativo por los atentados del 11 de septiembre, desde las 15h00 a las 22h30 con la ayuda de Ricardo Ortega.
Desde el 16 de septiembre de 2002 hasta el 9 de septiembre de 2014 presentó Noticias 2, primero con Susanna Griso hasta el 27 de junio de 2003 —entre el 17 de febrero y el 25 de abril de 2003 con Soledad Arroyo por la baja maternal de Susanna Griso—, con J. J. Santos en los deportes y a continuación en solitario hasta el 12 de septiembre de 2008, con José Antonio Luque en los deportes.
En 2003 participó en el programa del 30.⁰ aniversario de Estudio estadio, programa que presentó durante trece años y presentó especiales informativos por la invasión de Irak. En 2004, en marzo, presentó los especiales informativos por los atentados del 11 de marzo y las elecciones generales con Susanna Griso; en mayo, narró la boda de los por entonces Príncipes de Asturias, Felipe de Borbón y Letizia Ortiz con Susanna Griso y en noviembre, formó parte del despliegue de los informativos de Antena 3 con motivo de las elecciones presidenciales estadounidenses, con Roberto Arce y Montserrat Domínguez.
Entre 2006 y 2009 compaginó la presentación de la segunda edición de Antena 3 Noticias con la de Territorio Champions, encargándose también de la cobertura de las Supercopas de la UEFA emitidas por Antena 3 entre 2006 y 2008 y en 2007 presentó el programa El español de la historia con Susanna Griso y el especial elecciones autonómicas y municipales con Gloria Lomana, Susanna Griso y Lourdes Maldonado en Antena 3.
El 28 de enero de 2008 presentó su informativo número 7.000 en televisión, la suma de 4.587 presentados en TVE y 2.413 en Antena 3. En 2008, en marzo, presentó el especial elecciones generales con Susanna Griso y Gloria Lomana en Antena 3 y en noviembre, formó parte de la cobertura de los informativos de Antena 3 con motivo de las elecciones presidenciales estadounidenses con Roberto Arce, José Ángel Abad y Sandra Golpe.
Desde el 15 de septiembre de 2008 y hasta el 3 de julio de 2009 y luego entre el 3 de septiembre de 2012 hasta el 9 de septiembre de 2014, presentó Noticias 2 con Mónica Carrillo con José Antonio Luque (2008-2009) y Manu Sánchez (2012-2014) en el tiempo de deportes y en solitario, entre el 31 de agosto de 2009 y el 27 de julio de 2012, con Mónica Martínez (2009), José Antonio Luque (2009-2010) y Manu Sánchez (2010-2012) en los deportes.
 En septiembre de 2010 informó de la declaración de alto el fuego de ETA y de su posterior cese definitivo de la actividad armada en octubre de 2011. En mayo de 2011 presentó el especial elecciones autonómicas y municipales con Gloria Lomana y Roberto Arce en Antena 3 y en noviembre de 2011 presentó el especial elecciones generales con Lourdes Maldonado en Antena 3.
En julio de 2013 cubrió el accidente de tren en Santiago de Compostela. en marzo de 2014 presentó el especial informativo por el fallecimiento del expresidente del Gobierno, Adolfo Suárez y en junio del mismo año informó de la abdicación de Juan Carlos I y presentó con Susanna Griso el especial con motivo de la proclamación de Felipe VI como rey Desde el 13 de septiembre de 2014 presenta Noticias Fin de semana con Mónica Carrillo y Óscar Castellanos (2014-2020), Javier Alba (2020-2021), Rocío Martínez (2021-2023), Alba Dueñas (2021-) y Angie Rigueiro (2021-2023) en los deportes.
En 2014 recibió en Boiro (La Coruña) el Premio Exxpopress Honorífico 2014 otorgado por el Club Exxpopress de Periodistas de Galicia en reconocimiento a su larga y exitosa trayectoria profesional.
También plantó y apadrinó un árbol con su nombre (un granado) en el Parque de la Comunicación de Boiro (La Coruña), el único de España creado por periodistas.
En enero de 2015 presentó con Paula Echevarría, la gala 25 años emocionando en Antena 3, con motivo de la conmemoración del cuarto de siglo de la cadena privada.
En mayo de 2015 copresentó el especial elecciones autonómicas y municipales con Gloria Lomana, Vicente Vallés, Lourdes Maldonado, Álvaro Zancajo, Sandra Golpe, Mónica Carrillo, Esther Vaquero y María José Sáez en Antena 3.
En septiembre de 2015, Atresmedia recupera los derechos de la Liga de Campeones de la UEFA y se encarga de presentar los previos y los pospartidos hasta mayo de 2018, encargándose también de la cobertura de las Supercopas de la UEFA emitidas por Antena 3 entre 2015 y 2017.
Desde el 8 de noviembre de 2015 hasta el 27 de febrero de 2016, el presentador estuvo de baja por un desprendimiento de retina. Durante esos tres meses y medio, Mónica Carrillo se encargó de las labores de presentación en solitario. En septiembre de 2016 presentó el especial elecciones gallegas y vascas en Antena 3 con Mónica Carrillo y durante la temporada 2016/2017 presentó las ediciones de deportes de Noticias Fin de semana con Óscar Castellanos, compaginándolo con la presentación de la información general con Mónica Carrillo.
En 2017 alcanzó la cifra de 9.000 informativos presentados en televisión (4.587 presentados en TVE y 4.413 en Antena 3). En diciembre de 2017 presentó el especial elecciones catalanas con Susanna Griso en Antena 3. En 2018 recibió el premio del Club Internacional de Prensa por su trayectoria profesional y en 2019 recibió en Don Benito (Badajoz) el IV Premio Santiago Castelo a la Trayectoria Periodística. 
En abril de 2019 presentó el especial elecciones generales con Vicente Vallés y Sandra Golpe en Antena 3 y en noviembre de 2019 con motivo de la repetición electoral, presentó el especial con Susanna Griso y Vicente Vallés en Antena 3. En diciembre de 2019 presentó el Sorteo Extraordinario de Navidad en Antena 3 con Mónica Carrillo.
Hasta el 15 de noviembre de 2020 presentó un total de 9.557 informativos en televisión, 4.970 de ellos en Antena 3 y 4.587 en TVE. En febrero de 2021 presentó el especial elecciones catalanas en Antena 3 con Mónica Carrillo y Vicente Vallés, en septiembre de 2021 informó de la erupción volcánica de La Palma y en 2023 participó en el programa del 50.⁰ aniversario de Estudio estadio.
En el primer fin de semana de noviembre de 2024 sobrepasó la cifra de 10.000 informativos presentados (4.587 en TVE y 5.413 en Antena 3) y viajó hasta la provincia de Valencia para informar sobre las inundaciones de la DANA y al mes siguiente condujo el Sorteo Extraordinario de Lotería de Navidad con Mónica Carrillo.
El 24 de mayo de 2025, Antena 3 Noticias celebró su 50.⁰ aniversario en televisión.
Fue miembro del jurado del Premio Príncipe de Asturias de los Deportes entre 1996 y 2011. Es conocido en el mundo publicitario por anunciar para Grupo ING, Unión Fenosa y Línea Directa Aseguradora.

## Trayectoria en televisión
- En este listado, no se incluyen muchas de las retransmisiones que ha cubierto a lo largo de su carrera Matías Prats Luque.

| Año                                                            | Programa                                                        | Canal                             | Notas |
| -------------------------------------------------------------- | --------------------------------------------------------------- | --------------------------------- | --- |
| 1975-1976                                                      | Redacción Noche                                                 | La 2                              | Colaborador |
| 1976                                                           | Telediario Fin de semana                                        | La 1                              | Presentador |
| 1976-¿?                                                        | Gente hoy                                                       | La 1                              | Presentador con Mari Cruz Soriano e Isabel Tenaille |
| 1977                                                           | Festival de la OTI 1977                                         | La 1                              | Comentarista |
| 1978                                                           | Festival de la Canción de Eurovisión 1978                       | La 1                              | Portavoz de los votos del jurado español |
| 1981                                                           | Deprisa, deprisa                                                | Deprisa, deprisa                  | Como locutor |
| 1981-1994; 2003 (30. ⁰ aniversario) y 2023 (50. ⁰ aniversario) | Estudio estadio                                                 | La 1, La 2 y Teledeporte          | Presentador |
| 1984                                                           | Escarabajos asesinos                                            | Escarabajos asesinos              | Como locutor de televisión |
| 1985; 1990; 1992-1993                                          | Telediario 2                                                    | La 1                              | En 1985, presentador del bloque de deportes del Telediario presentado por Carlos Herrera y Amalia Sánchez Sampedro y en 1990 (con Rosa María Mateo) y 1992-1993 (con Ana Blanco), copresentador |
| 1989                                                           | Cerca de las estrellas                                          | La 2                              | Colaborador del programa presentado por Ramón Trecet |
| 1990                                                           | Viva el espectáculo                                             | La 1                              | Invitado del programa presentado por Concha Velasco |
| 1990                                                           | Waku Waku                                                       | La 1                              | Invitado del programa presentado por Consuelo Berlanga |
| 1990-1991                                                      | Noticias de redacción en La 2                                   | La 2                              | Presentador |
| 1990-1991                                                      | Telepasión                                                      | La 1                              | Invitado |
| 1991-1992                                                      | Diario Noche                                                    | La 1                              | Presentador |
| 1992                                                           | Ceremonia de apertura de los Juegos Olímpicos de Barcelona 1992 | La 2                              | Presentador con Olga Viza |
| 1992                                                           | Ceremonia de clausura de los Juegos Olímpicos de Barcelona 1992 | La 1                              | Presentador con Olga Viza |
| 1992                                                           | Viéndonos                                                       | La 1                              | Invitado del programa presentado por 'Martes y Trece' (Josema Yuste y Millán Salcedo) |
| 1993                                                           | Sabor a Lolas                                                   | Antena 3                          | Invitado del programa presentado por Lola y Lolita Flores |
| 1993                                                           | Comienza la temporada                                           | La 1                              | Invitado de la Gala de presentación de la temporada 1993/94 de TVE, presentada por Joaquín Prat y Concha Galán                                                                                  |
| 1993-1998                                                      | Telediario 1                                                    | La 1                              | Copresentador con Ana Blanco (1993-1996) y Almudena Ariza (1996-1998) |
| 1994                                                           | Gala TP de Oro 1993                                             | Antena 3                          | Invitado de la gala de entrega de premios presentada por Lydia Bosch, José Antonio Gavira y 'Las Virtudes' (Soledad Mallol y Elena Martín)                                                      |
| 1994-1996                                                      | Sólo goles                                                      | La 1 y La 2                       | Presentador |
| 1994                                                           | Homenaje a Lola Flores                                          | Antena 3                          | Invitado |
| 1995                                                           | Gala TP de Oro 1994                                             | Antena 3                          | Invitado de la gala presentada por Pepe Carrol y Eva Pedraza |
| 1995                                                           | Con luz propia                                                  | Antena 3                          | Invitado del programa presentado por Candela Palazón |
| 1995                                                           | Boda de la infanta Elena y Jaime de Marichalar                  | La 1                              | Presentador de la retransmisión para Televisión Española |
| 1996                                                           | XVI Gala del deporte                                            | ¿?                                | Presentador |
| 1996-1998                                                      | Fútbol de Primera                                               | La 1                              | Presentador |
| 1996                                                           | Brindemos por los cuarenta                                      | La 1                              | Copresentador de la gala del 40.⁰ aniversario de Televisión Española con Ana García Obregón, Isabel Tenaille y Bermúdez                                                                         |
| 1996                                                           | Gala de la 43.ª edición de los Premios Ondas                    | ¿?                                | Invitado y premiado junto con su padre, Matías Prats Cañete |
| 1997                                                           | Unidos por la paz y la libertad                                 | La 1                              | Presentador de la gala concierto-homenaje al concejal de Ermua, Miguel Ángel Blanco Garrido, asesinado por ETA, con Ana García Obregón y Concha Velasco                                         |
| 1997                                                           | Quiero verte                                                    | La 1                              | Invitado de la gala de presentación de la programación de TVE para la temporada 1997/98 |
| 1997                                                           | Boda de la infanta Cristina e Iñaki Urdangarin                  | La 1                              | Presentador de la retransmisión para Televisión Española |
| 1998                                                           | XVIII Gala del deporte                                          | ¿?                                | Presentador |
| 1998                                                           | Murcia, ¡qué hermosa eres!                                      | La 1                              | Presentador de la gala con Anne Igartiburu |
| 1998-2002                                                      | Antena 3 Noticias 1                                             | Antena 3                          | Copresentador con Susanna Griso (1998-2001) y Olga Viza (2001-2002) |
| 1999                                                           | Telemaratón fin de siglo                                        | Antena 3                          | Invitado de la gala presentada por Constantino Romero y Ana Rosa Quintana |
| 2000                                                           | Diez años juntos. Gala del décimo aniversario de Antena 3       | Antena 3                          | Invitado |
| 2000                                                           | Mírame                                                          | Antena 3                          | Invitado del programa presentado por Mar Saura y Silvia Jato |
| 2001                                                           | Geniales: Rocío Jurado                                          | La 1                              | Invitado de la gala presentada por Carlos Lozano y María Vidal |
| 2001                                                           | Especial elecciones vascas                                      | Antena 3                          | Presentador del especial con Olga Viza, Susanna Griso y Ernesto Sáenz de Buruaga |
| 2002                                                           | El Mundial 2002 se juega en casa                                | Antena 3                          | Presentador con Olga Viza y J. J. Santos |
| 2002                                                           | Retransmisión del Mundial de Fútbol de Japón y Corea 2002       | Antena 3                          | Presentador del previo y post con Roberto Arce y Manu Carreño |
| 2002                                                           | 11-S. Un año después                                            | Antena 3                          | Presentador con Ernesto Sáenz de Buruaga, Jesús Hermida, Susanna Griso, Olga Viza y Javier Algarra                                                                                              |
| 2002                                                           | Gala de presentación de la nueva programación 2002-2003         | Antena 3                          | Presentador de la gala de presentación de la programación de Antena 3 para la temporada 2002/03                                                                                                 |
| 2002-2014                                                      | Antena 3 Noticias 2                                             | Antena 3                          | Copresentador con Susanna Griso (2002-2003) y Mónica Carrillo (2008-2009, 2012-2014) y presentador en solitario (2003-2008, 2009-2012)                                                          |
| 2002                                                           | Gala FIFA                                                       | Antena 3                          | Presentador de la gala con Mónica Martínez |
| 2004                                                           | Especial elecciones 2004                                        | Antena 3                          | Presentador con Susanna Griso y Lourdes Maldonado |
| 2004                                                           | Especial Boda Real                                              | Antena 3                          | Presentador con Susanna Griso de la retransmisión de la boda de Felipe de Borbón y Letizia Ortiz                                                                                                |
| 2004                                                           | Cada día                                                        | Antena 3                          | Invitado del programa presentado por María Teresa Campos |
| 2005                                                           | Gala TP de Oro 2004                                             | Antena 3                          | Invitado y premiado de la gala presentada por Carlos Sobera |
| 2005                                                           | Buenafuente                                                     | Antena 3                          | Invitado del programa presentado por Andreu Buenafuente |
| 2005                                                           | Especial informativo: Madrid 2012                               | Antena 3                          | Presentador del especial con José Antonio Luque y J. J. Santos |
| 2005                                                           | Torrente 3: El protector                                        | Torrente 3: El protector          | Solo voz, como locutor de informativos |
| 2006-2009                                                      | Territorio Champions                                            |                                   | Copresentador con Manu Sánchez, José Antonio Luque y Mónica Martínez |
| 2006                                                           | Las 50 imágenes de nuestra vida                                 | La 1                              | Invitado del programa presentado por Jesús Hermida |
| 2007                                                           | Gala TP de Oro 2006                                             | La Sexta                          | Invitado y premiado de la gala presentada por Patricia Conde y Ángel Martín |
| 2007                                                           | El español de la historia                                       | Antena 3                          | Copresentador con Susanna Griso |
| 2007                                                           | Especial elecciones 2007                                        | Antena 3                          | Copresentador con Susanna Griso, Lourdes Maldonado y Gloria Lomana, del especial informativo con motivo de las elecciones autonómicas y municipales                                             |
| 2007                                                           | IX Premios ATV                                                  | La Sexta                          | Invitado de la gala presentada por Andreu Buenafuente |
| 2008                                                           | Gala TP de Oro 2007                                             | La Sexta                          | Invitado y premiado de la gala presentada por El Gran Wyoming, Beatriz Montañez, Cristina Peña, Thais Villas y Usun Yoon                                                                        |
| 2008                                                           | Carlitos y el campo de los sueños                               | Carlitos y el campo de los sueños | Intervención |
| 2008                                                           | Especial elecciones generales 2008                              | Antena 3                          | Copresentador con Susanna Griso y Gloria Lomana |
| 2008                                                           | X Premios ATV                                                   | La 1                              | Invitado de la gala presentada por Carlos Sobera |
| 2009                                                           | Gala TP de Oro 2008                                             | La Sexta                          | Invitado y premiado de la gala presentada por Eva González y Manel Fuentes |
| 2009                                                           | XI Premios ATV                                                  | La 2                              | Invitado de la gala presentada por Juan Ramón Lucas y Julia Otero |
| 2010                                                           | España según los Simpsons                                       | Antena 3                          | Invitado |
| 2010                                                           | Pánico en el plató                                              | Antena 3                          | Invitado junto con Matías Prats Chacón del programa presentado por Luis Larrodera |
| 2010                                                           | Divendres                                                       | TV3                               | Invitado del programa presentado por Xavi Coral y Espartac Peran |
| 2011                                                           | Especial elecciones autonómicas y municipales 2011              | Antena 3                          | Copresentador con Roberto Arce y Gloria Lomana |
| 2011, 2015, 2017, 2020 y 2025                                  | El hormiguero                                                   | Antena 3                          | Invitado del programa (en solitario [2011, 2015, 2017 y 2020] y junto con José María Carrascal [2015], Susanna Griso [2020 y 2025]) presentado por Pablo Motos                                  |
| 2011                                                           | Especial elecciones generales 2011                              | Antena 3                          | Copresentador con Lourdes Maldonado |
| 2013                                                           | Tu cara me suena                                                | Antena 3                          | Invitado de las galas 'Tu cara más solidaria' presentadas por Paula Vázquez y Manel Fuentes |
| 2014                                                           | XVI Premios Iris                                                | La 2                              | Invitado y premiado de la gala presentada por Jaime Cantizano y Adriana Abenia |
| 2014                                                           | Proclamación de Felipe VI                                       | Antena 3                          | Copresentador de la retransmisión con Susanna Griso |
| 2014-2015; 2016-presente                                       | Antena 3 Noticias Fin de semana                                 | Antena 3                          | Copresentador con Mónica Carrillo |
| 2014                                                           | Las caras de la noticia                                         | Canal+                            | Invitado |
| 2015                                                           | 25 años emocionando                                             | Antena 3                          | Copresentador con Paula Echevarría de la gala del 25.⁰ aniversario de Antena 3 |
| 2015                                                           | Especial elecciones autonómicas y municipales 2015              | Antena 3                          | Copresentador junto con Gloria Lomana, Vicente Vallés, Lourdes Maldonado, Álvaro Zancajo, Sandra Golpe, Mónica Carrillo, Esther Vaquero y María José Sáez                                       |
| 2015-2018                                                      | Champions Total                                                 | Antena 3 y La Sexta               | Copresentador con Manu Sánchez, Josep Pedrerol, Antonio Esteva, Mariano Sancha y Susana Guasch                                                                                                  |
| 2016                                                           | Especial elecciones gallegas y vascas 2016                      | Antena 3                          | Copresentador con Mónica Carrillo |
| 2016                                                           | Ozzy                                                            | Ozzy                              | Doblador del personaje del Reportero |
| 2017                                                           | Especial elecciones catalanas 2017                              |                                   | Copresentador con Susanna Griso |
| 2018                                                           | ¿Dónde estabas entonces?                                        | La Sexta                          | Invitado del programa presentado por Ana Pastor |
| 2018                                                           | Espejo público                                                  | Antena 3                          | Invitado del programa presentado por Susanna Griso |
| 2019                                                           | El intermedio                                                   | La Sexta                          | Invitado del programa presentado por El Gran Wyoming y Sandra Sabatés |
| 2019                                                           | Especial elecciones generales de abril de 2019                  | Antena 3                          | Copresentador con Vicente Vallés y Sandra Golpe |
| 2019                                                           | Especial elecciones generales de noviembre de 2019              | Antena 3                          | Copresentador con Vicente Vallés y Susanna Griso |
| 2019                                                           | Sorteo Extraordinario de Navidad                                | Antena 3                          | Copresentador con Mónica Carrillo |
| 2021                                                           | Especial elecciones catalanas 2021                              | Antena 3                          | Copresentador con Mónica Carrillo y Vicente Vallés |
|                                                                |                                                                 | Antena 3                          | |

## Premios y nominaciones
| Premios                                                       | Año  | Categoría                                             | Resultado |
| ------------------------------------------------------------- | ---- | ----------------------------------------------------- | --------- |
| Premio ¡Bravo!                                                | 2025 | Televisión                                            | Ganador   |
| Embajador de la Marca Ejército                                | 2025 |                                                       | Ganador   |
| Premio ¡Bravo!                                                | 2024 | Televisión                                            | Ganador   |
| Premio Nacional de Periodismo Deportivo Manuel Alcántara      | 2021 |                                                       | Ganador   |
| Premio Cambio 16                                              | 2021 | Periodismo                                            | Ganador   |
| Premio Fundación Independiente de Periodismo Camilo José Cela | 2021 | Actividad profesional y compromiso con los ciudadanos | Ganador   |
| I Premio Nacional de Periodismo Pepe Oneto                    | 2021 | Trayectoria profesional                               | Ganador   |
| IV Premio Santiago Castelo                                    | 2019 | Trayectoria profesional                               | Ganador   |
| Club Internacional de Prensa                                  | 2018 | Trayectoria profesional                               | Ganador   |
| Premios Averroes                                              | 2017 |                                                       | Ganador   |
| Premio Nacional de Televisión                                 | 2017 | Televisión                                            | Ganador   |
| Premio El Suplemento                                          | 2016 | Trayectoria profesional                               | Ganador   |
| Premio de Periodismo Ciudad de Málaga                         | 2016 |                                                       | Ganador   |
| Premio Fundación de la Guardia Civil                          | 2012 |                                                       | Ganador   |
| Premios FesTVal                                               | 2011 | Premio Joan Ramón Mainat                              | Ganador   |
| Premios Zapping                                               | 2007 | Mejor Presentador                                     | Ganador   |
| Premios Micrófono de Oro                                      | 2004 |                                                       | Ganador   |
| TP de Oro                                                     | 2011 | Mejor Presentador de Informativos                     | Ganador   |
| TP de Oro                                                     | 2010 | Mejor Presentador de Informativos                     | Ganador   |
| TP de Oro                                                     | 2009 | Mejor Presentador de Informativos                     | Ganador   |
| TP de Oro                                                     | 2008 | Mejor Presentador de Informativos                     | Ganador   |
| TP de Oro                                                     | 2007 | Mejor Presentador de Informativos                     | Ganador   |
| TP de Oro                                                     | 2006 | Mejor Presentador de Informativos                     | Ganador   |
| TP de Oro                                                     | 2005 | Mejor Presentador de Informativos                     | Ganador   |
| TP de Oro                                                     | 2004 | Mejor Presentador de Informativos                     | Ganador   |
| TP de Oro                                                     | 2003 | Mejor Presentador de Informativos                     | Ganador   |
| Premios Protagonistas                                         | 2002 | Protagonista del Año en Periodismo                    | Ganador   |
| Premio Fernández Latorre                                      | 2001 | Televisión                                            | Ganador   |
| Premios APEI-PRTV                                             | 2001 | Televisión                                            | Ganador   |
| Premios Iris                                                  | 2019 | Premio a la Trayectoria Jesús Hermida                 | Ganador   |
| Premios Iris                                                  | 2017 | Mejor Presentador de Programas Informativos           | Ganador   |
| Premios Iris                                                  | 2014 | Mejor Presentador de Programas Informativos           | Ganador   |
| Premios Iris                                                  | 2013 | Mejor Presentador de Programas Informativos           | Ganador   |
| Premios Iris                                                  | 2012 | Mejor Presentador de Programas Informativos           | Nominado  |
| Premios Iris                                                  | 2009 | Mejor Presentador de Programas Informativos           | Nominado  |
| Premios Iris                                                  | 2008 | Mejor Presentador de Programas Informativos           | Nominado  |
| Premios Iris                                                  | 2007 | Mejor Comunicador de Programas Informativos           | Ganador   |
| Premios Iris                                                  | 2006 | Mejor Comunicador de Programas Informativos           | Ganador   |
| Premios Iris                                                  | 2005 | Mejor Comunicador de Programas Informativos           | Ganador   |
| Premios Iris                                                  | 2004 | Mejor Comunicador de Programas Informativos           | Ganador   |
| Premios Iris                                                  | 2003 | Mejor Comunicador de Programas Informativos           | Nominado  |
| Premios Iris                                                  | 2002 | Mejor Comunicador de Programas Informativos           | Nominado  |
| Premios Iris                                                  | 2001 | Mejor Comunicador de Programas Informativos           | Ganador   |
| Premios Iris                                                  | 2000 | Mejor Comunicador de Programas Informativos           | Nominado  |
| Premios Iris                                                  | 1999 | Mejor Comunicador de Programas Informativos           | Ganador   |
| Premios Ondas                                                 | 1996 | Nacionales de Televisión: Mejor Labor Profesional     | Ganador   |